# Larissa Mondrus
Larissa Israilewna Mondrus (russisch Лариса Израилевна Мондрус; * 15. November 1943 in Dschambul, Kasachische SSR) ist eine sowjetische bzw. deutsche Mezzosopranistin, Schlagersängerin und Songwriterin.

## Leben
Mondrus war die Tochter Lidija Grigorjewna Sapletinas und Israil Iossifowitsch Mondrus', die nach dem Ende des Zweiten Weltkriegs mit ihr aus der Evakuierung nach Riga zurückkehrten. Nach dem Abschluss an der Rigaer Musikschule 1962 kam sie nach Erfolg im Wettbewerb als Solistin in das Rigaer Estrada-Orchester bei der Rigaer Philharmonie. Dort lernte sie den künstlerischen Leiter Raimonds Pauls kennen und insbesondere den Dirigenten und Komponisten Egil Schwarz, den sie durch den freien Vortrag von Schlagern in den Originalsprachen Polnisch, Italienisch, Französisch und Englisch beeindruckte und 1964 heiratete.
Eddie Rosner lud Mondrus mit ihrem Mann  1964 nach Moskau in sein Orchester ein. Sie wechselte 1968 zur staatlichen Moskauer Music-Hall, mit der sie an Gastspielreisen nach Polen und in die DDR teilnahm. Landesweit bekannt wurde  sie durch Auftritte im Zentralen Fernsehen der UdSSR. In der Silvesternacht 1964 hatte sie Eddie Rosners Lied Mondlicht gesungen. In der Silvesternacht 1966 saß sie an einem Tisch mit den Kosmonauten Juri Gagarin, Alexei Leonow und Pawel Beljajew und E. Itenbergs Lied Die Sterne warten auf uns und E. Schwarz’ Twist Mein lieber Fantast sang. Für die nächste Silvesternacht nahm sie mit Polad Bülbüloğlu und Müslüm Maqomayev den ersten sowjetischen Videoclip auf. Auch im Rundfunk war mondrus zu hören. Von 1968 bis 1972 arbeitete sie für die älteste Moskauer Kulturorganisation Moskonzert. Ein großer Erfolg war das Lied Billet für die Kindheit (Melodie Frank Miller, Text Robert Roschdestwenski), das später zum Repertoire Edita Pjechas gehörte. Ihr größter Erfolg war ihr Lied Sini ljon (Blauer Flachs) (Musik von  Raimonds Pauls). Zu ihrem Repertoire gehörten Liebeslieder Pawel Ajedonizkis und vieler anderer.
Mondrus' Lieder wurden von der offiziellen Kritik nicht geschätzt, und Aufforderungen, sich "bürgerlichen Themen" zu widmen, kam sie nicht nach. Sie war nun nicht mehr reisefähig, und Einladungen in die Tschechoslowakei und DDR konnte sie nicht mehr nachkommen.
Nach dem Amtsantritt 1971 des Leiters des Hörfunk- und Fernseh-Staatskomitees Sergej Lapin durften ohne Angaben von Gründen Mondrus und Wadim Mulerman nicht mehr im Hörfunk und Fernsehen auftreten. Solokonzerte waren ihr nicht mehr gestattet. Darauf beschlossen Mondrus und Schwarz das Land zu verlassen und erhielten in der Tat von der OWIR die Ausreisedokumente für Israel. Im März 1973 emigrierten sie in die Bundesrepublik Deutschland und kauften sich ein Haus in Grünwald am südlichen Rand Münchens. Mondrus schloss einen Vertrag mit Polydor Records und veröffentlichte 1974 ihr erstes deutschsprachige Musikalbum Die Herzen singen. Durch ausgedehnte Gastspielreisen wurde sie europaweit bekannt und trat häufig im Fernsehen auf sowohl als Solistin als auch zusammen mit Ivan Rebroff, Karel Gott, Vittorio Casagrande, Michael Schanze u. a. Sie sang Lieder auf Deutsch, Englisch, Lettisch, Italienisch und Hebräisch. Sie wurde 1977 in das Star-Verzeichnis Star Szene 77 neben Ella Fitzgerald, Frank Sinatra, Barbra Streisand, Demis Roussos, Karel Gott u. a. aufgenommen. Einige Zeit arbeitete sie als  Nachrichtensprecherin im Radio Free Europe / Radio Liberty in München. Sie war mit Alexander Galitsch befreundet.
Zwei Jahre nach der Geburt ihres lang erwarteten Sohns Loren 1982 verließ Mondrus die Bühne, kaufte ein Schuhgeschäft in München und betätigte sich als Geschäftsfrau.
Zu Beginn der 2000er Jahre gab Mondrus ein Gastspiel in Riga und traf sich mit Raimonds Pauls. Im Sommer 2001 ließ sie sich wieder in Moskau nieder und nahm an Fernseh- und Hörfunksendungen teil. Mit ihr wurde 2002 ein Dokumentarfilm gedreht. Im November 2004 gab sie 15 Solokonzerte. In Jūrmala trat sie 2005 im New Wave Festival auf. Eine Mondrus-Audio-CD und eine Mondrus-Video-CD erschienen 2007. Ihre sowjetischen Aufnahmen waren nach ihrer Auswanderung nach Deutschland gelöscht worden.
Mondrus' musikalisch begabter Sohn Loren Schwarz wurde Leiter des Lehrstuhls für Automatisierung Medizinischer Verfahren der Fakultät für Informatik der Technischen Universität München.